# Gerrit Faulhaber
Gerrit Henri Victor Lodewijk Faulhaber (Cirebon, 22 settembre 1912 – 1951) è stato un calciatore indonesiano, di ruolo centrocampista.

## Carriera
Prese parte con la Nazionale delle Indie Orientali Olandesi ai Mondiali del 1938.